# Lythria mediovacans
Lythria mediovacans är en fjärilsart som beskrevs av Gradl 1938. Lythria mediovacans ingår i släktet Lythria och familjen mätare. Inga underarter finns listade i Catalogue of Life.